# Laudz
André Murilo Laudz (Curitiba, 26 de junho de 1992) é um DJ, compositor e produtor musical brasileiro.

## Carreira
Desde os 6 anos de idade já tinha interesse pela música, tendo como paixões o rap, desenhos e grafitti. Foi a partir de seu conato com a cultura do hip hop que Laudz decidiu entrar para o mundo da produção musical, em 2006. Posteriormente, ele DJ Zegon começaram a postar músicas na internet e devido a sucesso, em 2012 criaram o projeto Tropkillaz no qual começaram fazer parceria juntos, onde permanecem até hoje. Devido a grande repercussão, o duo se tornou conhecido mundialmente, passando a fazer shows na Europa.

## Vida pessoal
Em outubro de 2018, assumiu namoro com a cantora Clau. O término foi anunciado em junho de 2023. Três meses depois, foi revelado que Laudz está namorando a também cantora Priscilla.